# Liste der Stolpersteine in Mühlhausen/Thüringen
Die Liste der Stolpersteine in Mühlhausen/Thüringen enthält alle bekannten, vom Künstler Gunter Demnig verlegten Stolpersteine in Mühlhausen/Thüringen.

## Verlegte Stolpersteine
In Mühlhausen wurden bis 2021 77 Stolpersteine verlegt.
| Stolperstein | Inschrift | Standort                                         | Name, Leben                      |
| ------------ | --- | ------------------------------------------------ | -------------------------------- |
|              | HIER WOHNTE GERTRUD HEILBRUN geb. SCHLOSS JG. 1887 DEPORTIERT 1942 REGION LUBLIN ERMORDET                                                                            | Linsenstraße 20 Standort                         | Gertrud Heilbrun geb. Schloss    |
|              | HIER WOHNTE FRITZ LIEDKE JG. 1899 IM WIDERSTAND VERHAFTET 12.07.1934 'HEIMTÜCKEGESETZ' ZUCHTHAUS KASSEL 'SCHUTZHAFT' 06.08.1938 BUCHENWALD BEFREIT                   | Kilianistraße 35 Standort                        | Fritz Liedke                     |
|              | HIER WOHNTE ROSA DÖGE geb. MEYER JG. 1881 DEPORTIERT 1943 ERMORDET IN AUSCHWITZ                                                                                      | Kiliansgraben 20 Standort                        | Rosa Dröge geb. Meyer            |
|              | HIER WOHNTE WILHELM FERNSCHILD JG. 1881 VERHAFTET 16.06.1938 'ARBEITSSCHEU REICH' BUCHENWALD BEFREIT                                                                 | Alter Blobach 32 Standort                        | Wilhelm Fernschild               |
|              | HIER WOHNTE MAX PFLUG JG. 1892 IM WIDERSTAND VERHAFTET 22.08.1944 'AKTION GITTER' BUCHENWALD ENTLASSEN 01.09.1944                                                    | Windeberger Straße 4 Standort                    | Max Pflug                        |
|              | HIER WOHNTE ARTHUR THON JG. 1914 EINGESTUFT ALS SCHWERVERBRECHER 1943 BUCHENWALD DACHAU BEFREIT                                                                      | Langensalzaer Straße 27 Standort                 | Arthur Thon                      |
|              | HIER WOHNTE AUGUST GROSS JG. 1883 IM WIDERSTAND VERHAFTET 22.08.1944 'AKTION GITTER' BUCHENWALD ENTLASSEN 23.01.1945                                                 | Feldstraße 5 Standort                            | August Gross                     |
|              | HIER WOHNTE HELENE RIESMANN geb. CRAMER JG. 1868 DEPORTIERT 1942 THERESIENSTADT ERMORDET 16.02.1943                                                                  | Bei der Marienkirche 17 Standort                 | Helene Riesmann geb. Cramer      |
|              | HIER WOHNTE WALTER STANDHARDT JG. 1902 EINGEWIESEN 1929 HEILANSTALT PFAFFERODE 'VERLEGT' 05.11.1940 HARTHEIM ERMORDET 05.11.1940 'AKTION T4'                         | Gierstraße 18 Standort                           | Walter Standhardt                |
|              | HIER WOHNTE ANNA FACKENHEIM JG. 1876 DEPORTIERT 1942 THERESIENSTADT BEFREIT \| ÜBERLEBT                                                                              | Steinweg 32 Standort                             | Anna Fackenheim                  |
|              | HIER WOHNTE HEDWIG ROSENBERG JG. 1886 DEPORTIERT 1942 BELZYCE ERMORDET                                                                                               | Brückenstraße 26 Standort                        | Hedwig Rosenberg                 |
|              | HIER WOHNTE THEA VOIGT JG. 1911 EINGEWIESEN 1929 HEILANSTALT PFAFFERODE 'VERLEGT' 15.01.1941 BERNBURG ERMORDET 15.01.1941 'AKTION T4'                                | Grünstraße 2 Standort                            | Thea Voigt                       |
|              | HIER WOHNTE SELMAR OTTO SCHWABE JG. 1911 EINGEWIESEN 1936 HEILANSTALT PFAFFERODE 'VERLEGT' 30.7.1940 GRAFENECK ERMORDET 30.7.1940 'AKTION T4'                        | Spiegelsgasse 13 Standort                        | Selmar Otto Schwabe              |
|              | HIER WOHNTE DR. SIEGFRIED COHN JG. 1881 VERHAFTET 1938 'RATH-AKTION' BUCHENWALD FLUCHT IN DEN TOD 29.11.1938                                                         | Karl-Marx-Straße 48 (Unter der Linde 3) Standort | Siegfried Cohn                   |
|              | HIER WOHNTE EMMA MÜLLER JG. 1874 EINGEWIESEN 1922 HEILANSTALT PFAFFERODE 'VERLEGT' 25.11.1940 BERNBURG ERMORDET 25.11.1940 'AKTION T4'                               | Görmarstraße 11 Standort                         | Emma Müller                      |
|              | HIER WOHNTE THERESE STEIN geb. WOLFERMANN JG. 1870 DEPORTIERT 1942 THERESIENSTADT ERMORDET 07.12.1942                                                                | Kilianistraße 9 Standort                         | Therese Stein geb. Wolfermann    |
|              | HIER WOHNTE GUSTAV MEYER JG. 1900 IM WIDERSTAND \| KPD VERHAFTET 1933 ZUCHTHAUS KASSEL 1940 FLOSSENBÜRG HINGERICHTET 12.11.1941                                      | Krümme 7 Standort                                | Gustav Meyer                     |
|              | HIER WOHNTE ELSA WIEGLER JG. 1900 EINGEWIESEN 1919 HEILANSTALT PFAFFERODE HEILANSTALT UCHTSPRINGE 'VERLEGT' 12.02.1941 BERNBURG ERMORDET 12.02.1941 'AKTION T4'      | Hinter der Mauer 7 Standort                      | Elsa Wiegler                     |
|              | HIER WOHNTE WALTER SCHÖTTGE JG. 1906 IM WIDERSTAND \| KPD VERHAFTET 1.9.1936 'STAATSFEINDLICHE AKTIVITÄTEN' ZUCHTHAUS KASSEL 'SCHUTZHAFT' 1937 BUCHENWALD BEFREIT    | Wagenstedter Straße 116 Standort                 | Walter Schöttge                  |
|              | HIER WOHNTE WILHELM BALLIN JG. 1913 EINGEWIESEN 1930 HEILANSTALT PFAFFERODE 'VERLEGT' 23.10.1940 BRANDENBURG ERMORDET 23.10.1940 'AKTION T4'                         | Tilesiusstraße 2 Standort                        | Wilhelm Ballin                   |
|              | HIER WOHNTE LOUIS KAHN JG. 1876 'SCHUTZHAFT' 1938 BUCHENWALD DEPORTIERT 1943 AUSCHWITZ ERMORDET 2.10.1943                                                            | Rudolf-Breitscheid-Straße 81 Standort            | Louis Kahn                       |
|              | HIER WOHNTE PFARRER DR. GEORG H. NEUNOBEL JG. 1893 IM CHRISTLICHEN WIDERSTAND VERHAFTET 1940 GEFÄNGNIS ICHTERSHAUSEN ENTLASSEN 1942                                  | Pfafferode 120 Standort                          | Georg H. Neunobel                |
|              | HIER WOHNTE SOPHIE ROSENTHAL geb. BEYTH JG. 1878 DEPORTIERT 1942 REGION LUBLIN ERMORDET                                                                              | Linsenstraße 26 Standort                         | Sophie Rosenthal geb. Beyth      |
|              | HIER WOHNTE ERNST WIEGAND JG. 1925 HEILANSTALT PFAFFERODE SPÄTER VERSCHIEDENE KLINIKEN \| ANSTALTEN 'VERLEGT' 17.10.1940 BRANDENBURG ERMORDET 17.10.1940 'AKTION T4' | Pfafferode 102 Standort                          | Ernst Wiegand                    |
|              | HIER WOHNTE LINA GOLDMANN geb. HARWITZ JG. 1890 DEPORTIERT 1942 BELZYCE ERMORDET                                                                                     | An der Burg 23 Standort                          | Lina Goldmann geb. Harwitz       |
|              | HIER WOHNTE LOUIS GOLDMANN JG. 1876 'SCHUTZHAFT' 1938 BUCHENWALD DEPORTIERT 1942 BELZYCE ERMORDET                                                                    | An der Burg 23 Standort                          | Louis Goldmann                   |
|              | HIER WOHNTE ADOLF WEIL JG. 1869 'SCHUTZHAFT' 1938 BUCHENWALD DEPORTIERT 1942 THERESIENSTADT ERMORDET 12.04.1944                                                      | An der Burg 23 Standort                          | Adolf Weil                       |
|              | HIER WOHNTE SOFIE WEIL geb. HAMBURGER JG. 1882 DEPORTIERT 1942 THERESIENSTADT BEFREIT                                                                                | An der Burg 23 Standort                          | Sofie Weil geb. Hamburger        |
|              | HIER WOHNTE JOHANNA FACKENHEIM geb. BACHRACH JG. 1869 DEPORTIERT 1942 THERESIENSTADT ERMORDET 19.04.1943                                                             | Erfurter Straße 3 Standort                       | Johanna Fackenheim geb. Bachrach |
|              | HIER WOHNTE KURT MICHAEL FACKENHEIM JG. 1900 DEPORTIERT RICHTUNG OSTEN ???                                                                                           | Erfurter Straße 3 Standort                       | Kurt Michael Fackenheim          |
|              | HIER WOHNTE ROSEL MAYER geb. STEIN JG. 1900 DEPORTIERT 1942 BELZYCE ERMORDET                                                                                         | Friedrich-Engels-Straße 22 Standort              | Rosel Mayer geb. Stein           |
|              | HIER WOHNTE EDITH MAYER JG. 1927 DEPORTIERT 1942 BELZYCE ERMORDET | Friedrich-Engels-Straße 22 Standort              | Edith Mayer                      |
|              | HIER WOHNTE ARTHUR TIMENDORFER JG. 1875 UNFREIWILLIG VERZOGEN 1938 FRANKFURT \| MAIN DEPORTIERT THERESIENSTADT ERMORDET 31.01.1943                                   | Herrenstraße 2 Standort                          | Arthur Timendorfer               |
|              | HIER WOHNTE JOHANNA TIMENDORFER geb. GUTMANN JG. 1881 UNFREIWILLIG VERZOGEN 1938 FRANKFURT \| MAIN DEPORTIERT THERESIENSTADT ERMORDET 02.11.1942                     | Herrenstraße 2 Standort                          | Johanna Timendorfer geb. Gutmann |
|              | HIER WOHNTE LEOPOLD LÖBENSTEIN JG. 1884 EINGEWIESEN JACOBY'SCHE ANSTALT BENDORF-SAYN DEPORTIERT 1942 IZBICA ???                                                      | Herrenstraße 5 Standort                          | Leopold Löbenstein               |
|              | HIER WOHNTE FRIEDA LÖBENSTEIN geb. HIRSCH JG. 1885 DEPORTIERT 1942 BELZYCE REGION LUBLIN ERMORDET                                                                    | Herrenstraße 5 Standort                          | Frieda Löbenstein geb. Hirsch    |
|              | HIER WOHNTE ELFRIEDE LÖBENSTEIN JG. 1921 DEPORTIERT MAJDANEK ERMORDET                                                                                                | Herrenstraße 5 Standort                          | Elfriede Löbenstein              |
|              | HIER WOHNTE ARNO LÖBENSTEIN JG. 1919 FLUCHT 1939 PALÄSTINA ÜBERLEBT                                                                                                  | Herrenstraße 5 Standort                          | Arno Löbenstein                  |
|              | HIER WOHNTE HORST LÖBENSTEIN JG. 1922 VON SA ERMORDET 1937 | Herrenstraße 5 Standort                          | Horst Löbenstein                 |
|              | HIER WOHNTE IRMGARD LÖBENSTEIN JG. 1916 JUGEND-ALIJAH FLUCHT 1939 PALÄSTINA DAMPFSCHIFF HILDA TOD AN BORD DEZ.1939                                                   | Herrenstraße 5 Standort                          | Irmgard Löbenstein               |
|              | HIER WOHNTE LISELOTTE LÖBENSTEIN JG. 1917 JUGEND - ALIJAH FLUCHT 1939 PALÄSTINA DAMPFSCHIFF HILDA INTERNIERT LAGER ATHLIT                                            | Herrenstraße 5 Standort                          | Liselotte Löbenstein             |
|              | HIER WOHNTE JENNY LIEBERT JG. 1874 DEPORTIERT 1942 THERESIENSTADT ERMORDET 04.01.1943                                                                                | Hinter der Harwand 13 Standort                   | Jenny Liebert                    |
|              | HIER WOHNTE LOUISE LIEBERT JG. 1879 DEPORTIERT 1942 THERESIENSTADT ERMORDET 26.12.1942                                                                               | Hinter der Harwand 13 Standort                   | Louise Liebert                   |
|              | HIER WOHNTE LEO LIEBERT JG. 1881 DEPORTIERT 1942 THERESIENSTADT ERMORDET 29.12.1942                                                                                  | Hinter der Harwand 13 Standort                   | Leo Liebert                      |
|              | HIER WOHNTE THERESE STEINHARDT geb. POSNER JG. 1857 DEPORTIERT 1942 THERESIENSTADT ERMORDET 08.10.1942                                                               | Johannisstraße 2 Standort                        | Therese Steinhardt geb. Posner   |
|              | HIER WOHNTE HERTHA SCHEPS geb. STEINHARDT JG. 1888 DEPORTIERT 1942 THERESIENSTADT ERMORDET 20.10.1944 AUSCHWITZ                                                      | Johannisstraße 2 Standort                        | Hertha Scheps geb. Steinhardt    |
|              | HIER WOHNTE MAX SCHEPS JG. 1880 DEPORTIERT 1942 THERESIENSTADT ERMORDET 20.10.1944 AUSCHWITZ                                                                         | Johannisstraße 2 Standort                        | Max Scheps                       |
|              | HIER WOHNTE MARIE COHN JG. 1871 DEPORTIERT 1942 THERESIENSTADT ERMORDET 18.02.1943                                                                                   | Jüdenstraße 13 Standort                          | Marie Cohn                       |
|              | HIER WOHNTE ALBERT COHN JG. 1874 'SCHUTZHAFT' 1938 BUCHENWALD ERMORDET 23.11.1938                                                                                    | Jüdenstraße 13 Standort                          | Albert Cohn                      |
|              | HIER WOHNTE THEO NATHAN WEINBERG JG. 1875 FLUCHT 1939 HOLLAND SCHICKSAL UNBEKANNT                                                                                    | Kilianistraße 47 Standort                        | Theo Nathan Weinberg             |
|              | HIER WOHNTE META WEINBERG geb. GOLDSCHMIDT JG. 1886 FLUCHT 1939 HOLLAND SCHICKSAL UNBEKANNT                                                                          | Kilianistraße 47 Standort                        | Meta Weinberg geb. Goldschmidt   |
|              | HIER WOHNTE JOHANNA NEUMANN geb. METZGER JG. 1887 DEPORTIERT 1942 BELZYCE ERMORDET 1942                                                                              | Kilianistraße 47 Standort                        | Johanna Neumann geb. Metzger     |
|              | HIER WOHNTE GRETE NEUMANN verh. STERN JG. 1914 DEPORTIERT 1942 ERMORDET                                                                                              | Kilianistraße 47 Standort                        | Grete Neumann verh. Stern        |
|              | HIER WOHNTE EMMA STERN geb. WOLF JG. 1890 DEPORTIERT 1942 REGION LUBLIN ERMORDET                                                                                     | Kilianistraße 47 Standort                        | Emma Stern geb. Wolf             |
|              | HIER WOHNTE KAUFMANN STERN JG. 1879 VERHAFTET 1938 'RATH-AKTION' TOD AN DEN FOLGEN 21.12.1938 MÜHLHAUSEN                                                             | Kilianistraße 47 Standort                        | Kaufmann Stern                   |
|              | HIER WOHNTE ERNA STERN JG. 1923 DEPORTIERT 1942 REGION LUBLIN ERMORDET                                                                                               | Kilianistraße 47 Standort                        | Erna Stern                       |
|              | HIER WOHNTE WITHOLD FREUDENHEIM JG. 1884 FLUCHT 1938 MONTEVIDEO / URUGUAY ÜBERLEBT                                                                                   | Schwanenteichallee 5 Standort                    | Withold Freudenheim              |
|              | HIER WOHNTE HEDWIG FREUDENHEIM geb. MANASSE JG. 1888 FLUCHT 1938 MONTEVIDEO / URUGUAY ÜBERLEBT                                                                       | Schwanenteichallee 5 Standort                    | Hedwig Freudenheim geb. Manasse  |
|              | HIER WOHNTE FRITZ FREUDENHEIM JG. 1926 FLUCHT 1938 MONTEVIDEO / URUGUAY ÜBERLEBT                                                                                     | Schwanenteichallee 5 Standort                    | Fritz Freudenheim                |
|              | HIER WOHNTE EVA FREUDENHEIM JG. 1929 FLUCHT 1938 MONTEVIDEO / URUGUAY ÜBERLEBT                                                                                       | Schwanenteichallee 5 Standort                    | Eva Freudenheim                  |
|              | HIER WOHNTE KURT PINKUS JG. 1895 'SCHUTZHAFT' 1938 BUCHENWALD DEPORTIERT 1943 AUSCHWITZ ERMORDET DEZEMBER 1944                                                       | Steinweg 45 Standort                             | Kurt Pinkus                      |
|              | HIER WOHNTE MANFRED PINKUS JG. 1926 DEPORTIERT 1942 MAJDANEK ERMORDET                                                                                                | Steinweg 45 Standort                             | Manfred Pinkus                   |
|              | HIER WOHNTE SIEGMUND BACHRACH JG. 1870 VERSCHWUNDEN | Steinweg 45 Standort                             | Siegmund Bachrach                |
|              | HIER WOHNTE MALLI BACHRACH JG. UNBEKANNT DEPORTIERT 1942 REGION LUBLIN ERMORDET                                                                                      | Steinweg 45 Standort                             | Malli Bachrach                   |
|              | HIER WOHNTE ILSE ABRAHAM JG. 1926 DEPORTIERT 1942 RIGA ERMORDET | Steinweg 72 Standort                             | Ilse Abraham                     |
|              | HIER WOHNTE ISIDOR ABRAHAM JG. 1884 VERHAFTET SACHSENHAUSEN ERMORDET 01.07.1942                                                                                      | Steinweg 72 Standort                             | Isidor Abraham                   |
|              | HIER WOHNTE PAULA ABRAHAM geb. LICHTENSTEIN JG. 1894 DEPORTIERT 1942 RIGA ERMORDET                                                                                   | Steinweg 72 Standort                             | Paula Abraham geb. Lichtenstein  |
|              | HIER WOHNTE SIEGBERT ABRAHAM JG. 1925 DEPORTIERT 1942 RIGA ERMORDET                                                                                                  | Steinweg 72 Standort                             | Siegbert Abraham                 |
|              | HIER WOHNTE SARA LICHTENSTEIN geb. DANIEL JG. 1871 DEPORTIERT 1942 THERESIENSTADT ERMORDET 19.10.1942                                                                | Steinweg 72 Standort                             | Sara Lichtenstein geb. Daniel    |
|              | HIER WOHNTE WILLY LICHTENSTEIN JG. 1867 DEPORTIERT 1942 THERESIENSTADT ERMORDET 02.03.1943                                                                           | Steinweg 72 Standort                             | Willy Lichtenstein               |
|              | HIER WOHNTE FRIEDA SCHUNK JG. 1906 EINGEWIESEN 1920 HEILANSTALT PFAFFERODE 'VERLEGT' 23.11.1940 BERNBURG ERMORDET 23.10.1940 'AKTION T4'                             | Steinweg 72 Standort                             | Frieda Schunk                    |
|              | HIER WOHNTE WALTER SCHUNK JG. 1909 IM WIDERSTAND / JSB VERHAFTET 1.9.1936 'HOCHVERRAT' 1938 BUCHENWALD TOT BEI BOMBARDIERUNG DER RÜSTUNGSWERKE 24.8.1944             | Steinweg 72 Standort                             | Walter Schunk                    |
|              | HIER WOHNTE HANS-JOACHIM SCHLEICHER JG. 1925 SEIT 1936 MEHRERE HEILANSTALTEN 'VERLEGT' 09.08.1940 HARTHEIM ERMORDET 09.08.1940 'AKTION T4'                           | Stülerstraße 3 Standort                          | Hans-Joachim Schleicher          |
|              | HIER WOHNTE KARL MEYER JG. 1902 IM WIDERSTAND VERHAFTET 31.08.1936 'HEIMTÜCKEGESETZ' GEFÄNGNIS ICHTERSHAUSEN 1938 BUCHENWALD BEFREIT                                 | Stülerstraße 3 Standort                          | Karl Meyer                       |
|              | HIER WOHNTE ISAAK LEBENBERG JG. 1865 DEPORTIERT 1942 THERESIENSTADT ERMORDET 16.02.1943                                                                              | Thälmannstraße 1B Standort                       | Isaak Lebenberg                  |
|              | HIER WOHNTE JEANETTE LEBENBERG geb. STEIN JG. 1864 DEPORTIERT 1942 THERESIENSTADT ERMORDET 18.10.1942                                                                | Thälmannstraße 1B Standort                       | Jeanette Lebenberg geb. Stein    |